# Catarina Paraguaçu
Catarina Álvares Paraguaçu ( Bahia, vers 1503 - Bahia, 26 janvier 1583 ) est une indigène Tupinambá, originaire de la région où se trouve aujourd'hui l'État de Bahia. Selon le certificat de baptême, tenu le 30 juillet 1528 à Saint-Malo, France, et trouvé au Canada, son vrai nom serait "Guaibimpará" et non "Paraguaçu" (nom signifiant "grande mer"), comme le rapporte le frère Santa Rita Durão dans son poème Caramuru.

## Biographie

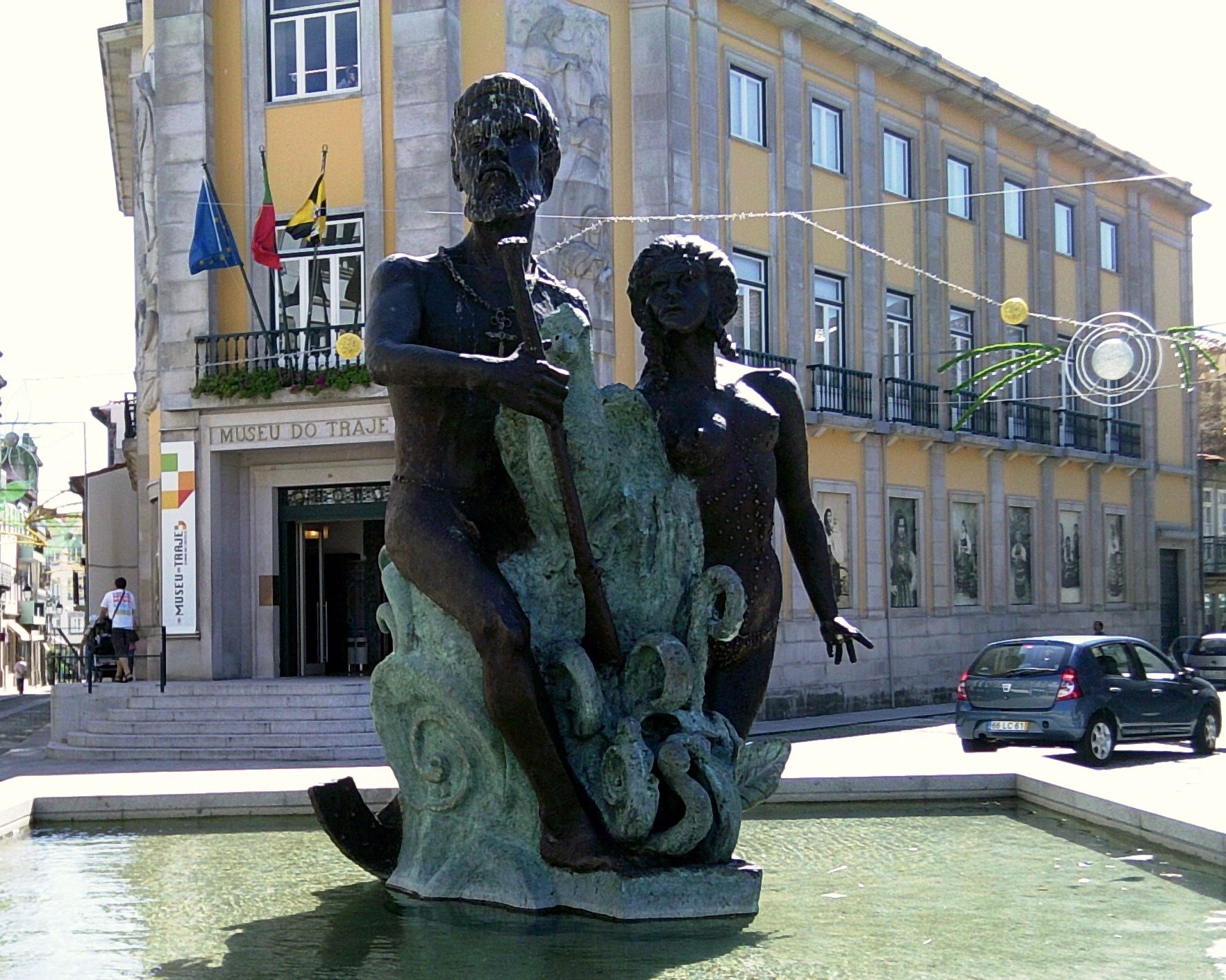
Caramuru et Paraguaçu, Viana do Castelo (Portugal).

Elle aurait été offerte comme épouse par son père, le cacique Taparica, au naufragé portugais Diogo Álvares, le Caramuru, qui jouit d'une grande notoriété parmi les Tupinambas de Bahia. Elle meurt à un âge avancé en 1583 et rédige un testament qui existe aujourd'hui au monastère de São Bento da Bahia, dans lequel elle laisse sa propriété aux moines bénédictins. Ses restes reposent dans l' église et l'abbaye de Nossa Senhora da Graça, à Salvador, .
Selon une légende, Catarina aurait eu de fréquents rêves de naufragés, souffrant de faim et de froid, y compris une femme et un enfant. Faisant confiance au caractère mystique des rêves de sa femme, Caramuru leur aurait ordonné de fouiller le rivage, jusqu'à ce que plusieurs naufragés soient trouvés, mais il n'y avait aucune femme parmi eux. Catarina a de nouveau rêvé de la même femme, qui lui aurait demandé de lui construire une maison dans son village. À la suite, une image de la Vierge Marie est trouvée avec l' enfant Jésus dans ses bras, qui se trouve sur l'autel de l'Igreja da Graça.